# El Vado (Guadalajara)
El Vado es un pueblo abandonado de la provincia de Guadalajara (España), hundido desde los años 1950 bajo las aguas del embalse del Vado. Su antiguo término municipal se encuentra integrado en el municipio de Campillo de Ranas. Sólo queda en pie los restos de la iglesia de la Blanca.

## Historia
Se encontraba junto a un vado en el río Jarama formando paso obligado en las rutas de la transhumancia castellana desde el siglo XIII.
En sus orígenes medievales fue una aldea perteneciente al Ochavo de Sierra de la Comunidad de Villa y Tierra de Sepúlveda, cuyos límites territoriales estaban definidos en el Fuero Extenso de 1305. En 1278, El Vado define su propio territorio, incorporando a Matallana y a La Vereda a su término. Tanto El Vado, como Colmenar de la Sierra y El Cardoso de la Sierra, formaron los ochavos más orientales de la comunidad de villa y tierra de Sepúlveda.
En 1373 este territorio es donado por la reina consorte Juana Manuel de Villena, esposa de Enrique II de Castilla e hija de Don Juan Manuel, a Pedro González de Mendoza. En 1379 Pedro González de Mendoza, a su vez, dona a su primogénito Diego Hurtado de Mendoza, primer duque del Infantado, de los lugares de El Cardoso de la Sierra, Colmenar de la Sierra y El Vado. Éste los incluye en el mayorazgo destinado al primer marqués de Santillana, Íñigo López de Mendoza, pero como un señorío aparte del de Buitrago, junto con el condado del Real del Manzanares. El Señorío de El Cardoso, Colmenar y El Vado lo hereda su séptimo hijo, Juan Hurtado de Mendoza. Desde entonces permanece como señorío de la casa de Mendoza, asociado desde el siglo XVII al Marquesado de Montesclaros, hasta el final del Antiguo Régimen.
Ya en el siglo XIV el arcipreste de Hita habla del lugar:

«Cerca d' aquesta ssierra ay un lugar onrrado,

muy santo e muy devoto: Santa María del Vado.

Fuy tener y vegilia, como es acostunbrado;

a onrra de la Virgen ofrecíl' este ditado...»
Arcipreste de Hita

Se tiene constancia desde el siglo XV de la existencia del Concejo de la Villa, dirigido por alcaldes ordinarios, regidores y procurador general. El concejo estaba conformado por los vecinos de El Vado, La Vereda y Matallana, que elegía el día de año nuevo los cargos, comunicándose la elección al señor.

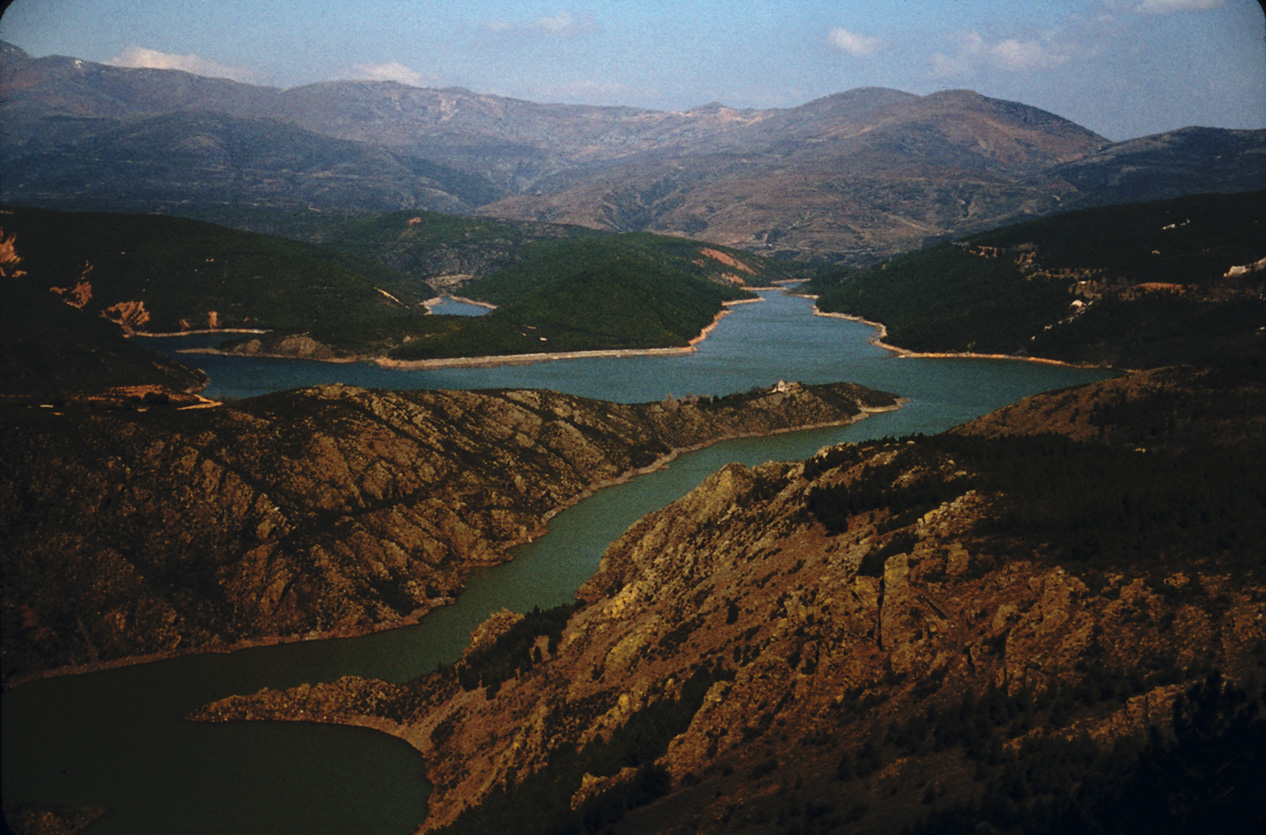
La iglesia de El Vado sobresale del embalse. Imagen de 1979.

En el siglo XVI se documenta igualmente la existencia en El Vado de hospital, carnicería, aceitería, fragua y taberna.
En 1855, tras la desamortización de Madoz, se instaura el llamado Ayuntamiento constitucional de El Vado junto con las aldeas de La Vereda y Matallana. 
El Vado fue anegado por el pantano al que dio nombre en 1954 y entonces, el Ayuntamiento pasó a la aldea de La Vereda, hasta el año 1972, en el que pasó a depender del Ayuntamiento de Campillo de Ranas ante su obligada despoblación por la expropiación forzosa de la mayor parte de su territorio realizada por la Confederación Hidrográfica del Tajo para la construcción de los pantanos de El Vado y de Matallana, y posteriormente la expropiación forzosa realizada por el antiguo Instituto para la Conservación de la Naturaleza (ICONA) para la repoblación forestal.

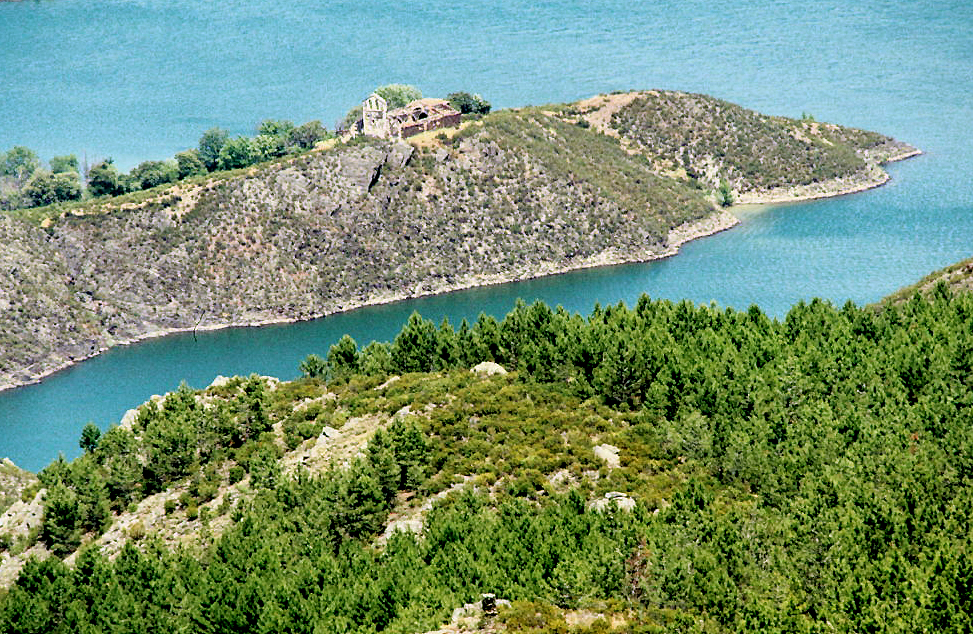
Iglesia de El Vado

Hay un plan para su recuperación, enclavada en el promontorio que sobresale del embalse y detrás del único vestigio que queda del antiguo El Vado, la iglesia de Nuestra Señora de la Blanca.[cita requerida]

## Arquitectura
La arquitectura popular de El Vado se encuadraba dentro de la llamada arquitectura negra, basada en la utilización, tanto en muros como en tejados, de lajas de pizarra junto a cantos rodados del cercano río.
Los restos visibles actualmente de El Vado son los de la iglesia de la Blanca, primitivamente denominada de Santa María del Vado. Corresponden principalmente a la construcción realizada en el siglo XVI, pudiendo ser la capilla mayor parte de una iglesia primitiva del siglo XIV. Consta de tres naves, nave central y dos laterales, separadas por tres arcos de medio punto realizados mediante lajas de pizarra. Las naves se encontrarían cubiertas mediante un artesonado de madera, hoy desaparecido. La capilla mayor, de planta cuadrada, se cubre todavía mediante bóveda de cañón de dos tramos, levemente apuntada, separada de la nave principal mediante un arco de sillería sobre pilastras. En su interior, el arco que divide los dos tramos se apoya en dos columnas adosadas al muro con capiteles de traza muy estilizada, con una cornisa corrida en los paramentos laterales. La portada principal formada por arco de medio punto sobre cornisa renacentista se abre al norte, por lo que se protegía con un muro elevado a modo de atrio descubierto o portalillo. Su fábrica, de mampostería de lajas de pizarra y con sillería de piedra caliza de Tamajón en cornisas, esquinas, portadas, interior y embocadura de la capilla mayor y en la espadaña, le configura una fisonomía muy especial, entre la arquitectura popular y la académica, con una serie de elementos del Renacimiento clasicista del siglo XVI de gran pureza. En su interior destacaba en el retablo del altar mayor un templete de madera y el tabernáculo, regalo del cardenal Portocarrero, señor de El Vado, en 1630, según una inscripción en el mismo. El escultor tallista de Tamajón, José Quintana, intervino en el retablo en 1762, constando igualmente el dorado del tabernáculo. Se tienen constancia de los altares colaterales a la Virgen del Rosario y a San Sebastián, cuyos oficios eran costeados por el Concejo, y a San José; así como la colocación de la pila bautismal bajo la tribuna del coro, situada a los pies de la iglesia.
El cuidado de la "fábrica" de la iglesia estaba encomendado a un "mayordomo", que era alternativamente de El Vado, de Matallanay de La Vereda, según mandado del Visitador Eclesiástico en 1534. Junto al templo se conserva todavía el viejo cementerio de El Vado, La Vereda y Matallana.
Todavía subsisten cerca del camino de La Vereda a El Vado los restos de la ermita de la Virgen de las Angustias, o "ermita de la Majaílla", construcción rectangular y muy sencilla que fue reconstruida por los vecinos en 1767 siguiendo los patrones de la arquitectura popular.
La fuente de El Vado tenía un arco de mampostería de lajas de pizarra que protege la pila.
Bajo las aguas del pantano se encuentran también los restos del antiguo puente de El Vado sobre el río Jarama. El puente, así como los enlosados de pizarra de las eras, todavía se pueden ver cuando el embalse baja bastante de nivel, sobre todo en los meses de agosto y septiembre.

## Fiestas
Durante los siglos XVI y XVII se tiene constancia de la organización de los oficios de San Sebastián el 20 de enero, de San Roque el 16 de agosto y de Todos los Santos el 1 de noviembre, cuando se repartía la limosna o "caridad" de pan y queso. Igualmente el Concejo costeaba a un tamborilero para su actuación los días de Pascua de Resurrección, Pentecostés, Corpus Christi, Todos los Santos y Navidad, con el "atambor". Durante estos siglos se tiene constancia igualmente del pago a unos "danzantes" o "bailadores" el día del Corpus Christi, así como la celebración del año nuevo con un convite a los vecinos, siendo el día en el que se elegían los diversos cargos del Concejo y se repartían las Varas que los acreditaban.
La fiesta de Nuestra Señora de la Blanca se celebró el 15 de agosto hasta finales del siglo XIX. El 8 de septiembre se festejaba a la Virgen de las Angustias, desarrollándose la subasta del ramo, documentada desde el siglo XVIII. Actualmente, la Asociación Cultural Hijos de La Vereda, que engloba a los antiguos vecinos y descendientes de La Vereda, El Vado y Matallana, continúan con su celebración el último domingo de junio, junto con la de los patrones de las aldeas. Se celebra una misa, se escucha música de dulzaina y rondalla, se realiza una comida popular y se sortea el ramo, artilugio de madera decorado con rosquillas "de baño", cintas de colores y ramas de cerezo.[cita requerida]